# Dyliżans Generała
Dyliżans Generała – polski zespół pop-rockowy, założony w 1977 roku w Dzierżoniowie przez Janusza Kota i działający do 1979 roku. 

## Historia
W skład grupy wchodzili: Janusz Kot (lider; gitara), Jerzy Kot (gitara), Ryszard Ferster (instrumenty klawiszowe), Włodzimierz Krakus (grał też w zespole Kameleon; gitara basowa), Włodzimierz Trzciński (perkusja) i wokaliści: Teresa Kozak, Piotr Kozerawski i Bogdan Jarguz. Gościnnie z zespołem występował, grający na harmonijce ustnej Tadeusz „Harnaś” Horoszczuk. Repertuar oparty był głównie na autorskich kompozycjach członków zespołu. Dyliżans Generała koncertował w kraju pod patronatem Państwowego Przedsiębiorstwa Imprez Artystycznych „Impart” we Wrocławiu oraz zarejestrował swe utwory w studiu nagraniowym rozgłośni Polskiego Radia Opole. Znalazły się one na Liście Przebojów Programu II Polskiego Radia oraz były prezentowane w innych audycjach radiowych. Zespół przestał istnieć w 1979 roku.